# مهمانی ساحلی در آستانه جهنم
مهمانی ساحلی در آستانه جهنم (به انگلیسی: The Beach Party at the Threshold of Hell) فیلمی محصول سال ۲۰۰۶ و به کارگردانی کوین وترلی و جانی گیلت است. در این فیلم بازیگرانی همچون کوین وترلی، بیل انگلیش، چاندلر پارکر، تد اشنایدر، جامی بولاک، الکس رزنیک، پل ویتلی، استوارت کرینو، دانیل بالدوین، ریچارد ریلی، جین سیمور، تونی هیل، جی.پی مانوکس و اندرو واکر ایفای نقش کرده‌اند.